# Schizobopyrina bombyliaster
Schizobopyrina bombyliaster är en kräftdjursart som beskrevs av Williams och Christopher B. Boyko 2004. Schizobopyrina bombyliaster ingår i släktet Schizobopyrina och familjen Bopyridae. Inga underarter finns listade i Catalogue of Life.